# (866) Fatme
(866) Fatme est un astéroïde de la ceinture principale découvert le 25 février 1917 par l'astronome allemand Max Wolf. Sa désignation provisoire était 1917 BQ.
Le nom de l’astéroïde est dérivé d’un personnage de l’opéra Abu Hassan de Carl Maria von Weber.